# Meterythrosia sangala
Meterythrosia sangala là một loài bướm đêm thuộc phân họ Arctiinae, họ Erebidae.